# Paolo II Bertoleoni
Paolo Bertoleoni, né en 1897 à Tavolara où il est décédé le 2 décembre 1962, est le quatrième et dernier roi (cryptarque) du royaume indépendant de Tavolara, située au nord-est de la Sardaigne, sous le nom de Paolo II de 1928 à 1934, date de l'intégration de l'île au territoire italien.   

## Biographie
Fils de Carlo Bertoleoni et de Maddalena Favale, Paolo est né en 1897 à Tavolara.  
Paolo II succède à son père en 1928, mais cède la régence à sa tante Mariangela pendant quelques années durant lesquelles il étudie à l'étranger. À la mort de Mariangela en 1934, l'Italie se déclare héritière du royaume de Tavolara. 
Paolo II qui avait nommé son cousin le prince Carlo Ernesto Geremia comme lieutenant général du royaume en son absence après le décès de sa tante, revendiqua la souveraineté perdue de son royaume, jusqu'à sa mort en 1962, qui vit la même année l'installation de la station radio de l'OTAN sur son territoire.
Malgré les revendications de la famille Bertoleoni, l'île perdit officiellement son rang de royaume en 1934.

## Descendance
Marié à Italia Murru (1908-2003), Paolo Bertoleoni est le père de trois enfants : 
- Carlo Bertoleoni, titulaire du titre royal de 1962 à 1993 ;
- Antonio dit Tonino Bertoleoni, titulaire du titre royal depuis 1993 ;
- Maddalena Bertoleoni.